# Chiungtze Tsen
Zeng Jiongzhi (chinois : 曾炯之 ; pinyin : Zēng Jiǒngzhī ; Wade : Tseng Chiung-chih), couramment transcrit en anglais
Chiungtze Chiung Tsen (2 avril 1898 à Hsienkien (Xinjian) près de Nanchang - 1er octobre 1940 à Xichang, dans le Xikang) est un mathématicien chinois qui travaillait en algèbre. Il est l'auteur du théorème de Tsen et fut un étudiant d'Emmy Noether à l'université de Göttingen.

## Biographie
Tsen, fils aîné d'un pêcheur pauvre, ne commença qu'à 24 ans ses études au Wuchang Senior Normal College, où il eut comme professeur l'analyste Kien-Kwong Chen (1893-1971) et où il obtint son diplôme de fin d'études en 1926. Il exerça ensuite comme professeur puis, grâce à une bourse du gouvernement chinois, partit fin 1928 étudier en Allemagne, d'abord en linguistique à l'université de Berlin et à partir de 1929 en mathématiques à l'université de Göttingen.
En 1934, il y soutint une thèse dirigée par Emmy Noether (par correspondance, car elle était déjà partie de Göttingen) et par Friedrich Karl Schmidt, et intitulée Algebren über Funktionenkörpern (« Algèbres sur les corps de fonctions »). Dans cette thèse, il introduisit la notion de corps quasi-algébriquement clos et démontra « son » théorème, selon lequel tout corps de fonctions d'une courbe algébrique sur un corps algébriquement clos est quasi-algébriquement clos. Il en résulte que le groupe de Brauer d'un tel corps de fonctions est trivial. Cette notion de corps quasi-algébriquement clos fut redécouverte en 1951 par Serge Lang dans sa thèse à Princeton. À Göttingen, Tsen fit partie du cercle de Ernst Witt, avec qui il fut ami. En 1934, il suivit l'enseignement de Emil Artin à l'université de Hambourg, où il se lia aussi d'amitié avec Shiing-Shen Chern.
Il rentra en Chine en juillet 1935. Sa troisième et dernière publication connue, après le travail de 1933-34 déjà mentionné, parut dans l'éphémère Journal of the Chinese Mathematical Society ; elle contenait le résultat de ses travaux à Hambourg et était dédiée à Emmy Noether, qui venait de mourir. Il se maria en 1937, et devint professeur à l'université de Tianjin (à l'époque université de Peiyang), qui peu après, avec le début de la guerre sino-japonaise, fut évacuée vers Xi'an puis vers d'autres villes. Il donnait entre autres des cours d'algèbre basés sur le célèbre manuel de van der Waerden. Finalement, il fut professeur au Northwestern Institute of Technology de Chenggu puis, en 1939, au National Xikang Institute of Technology nouvellement créé à Xichang, où l'invitait le président de cet institut, Xutien Li, auparavant président de l'université de Peiyang. Le voyage fut pénible, sa femme fit une fausse couche, et les conditions de vie à Xichang étaient très mauvaises. Il y mourut le 1er octobre 1940, d'un ulcère de l'estomac.